# Aufklärungs- und Artilleriebataillon 7 (Bundesheer)
Das Aufklärungs- und Artilleriebataillon 7 (AAB7) ist ein Verband des österreichischen Bundesheeres, welcher in der Steiermark in der Von-der-Groeben-Kaserne in Feldbach stationiert ist. Kommandant des Verbandes ist Oberst Günter Rath.
Nach den Plänen der Bundesheerreform 2016 wird das Aufklärungs- und Artilleriebataillon 7 auch weiterhin bei der 7. Jägerbrigade verbleiben, welche die Aufgabe haben wird, eng mit dem aus der jetzigen 3. Panzergrenadierbrigade gebildeten Kommando Schnelle Einsätze zusammenzuarbeiten. Der Verband ist das Auge und der Degen der 7. Jägerbrigade und ein wesentlicher Träger der militärischen Nachrichtengewinnung und Aufklärung. Darüber hinaus sorgt es für weitreichende und präzise Feuerunterstützung für alle Streitkräfte.

## Geschichte
Das Bataillon wurde im Zuge der Bundesheerreform 2010 Anfang 2009 als gemischter Kampfverband aufgestellt. Dazu wurden zwei Ausbildungskompanien des Militärkommandos Steiermark, die in der Hadik-Kaserne in Fehring stationiert waren, in zwei Aufklärungskompanien umgegliedert und zusammen mit zwei Panzerhaubitzkompanien des ehemaligen Artillerieregiments 1 aus der Von-der-Groeben-Kaserne in Feldbach in den neuen Verband übergeführt.
Nach der Schließung der Hadik-Kaserne in Fehring verlegten auch die beiden Aufklärungskompanien nach Feldbach in die Von-der-Groeben-Kaserne, die in weiterer Folge einer Generalsanierung unterzogen wird.
Ab 2012 entwickelte sich das Aufklärungs- und Artilleriebataillon 7 zu einem Kompetenzzentrum für das digitale Führungs- und Waffeneinsatzsystem „Combat New Generation“, das im April 2014 erfolgreich im Verbund mit Schwesterverbänden anderer Einheiten auf dem Truppenübungsplatz Allentsteig getestet werden konnte. Im Februar 2016 kam es, ebenfalls auf dem Truppenübungsplatz Allentsteig, im Zuge eines zweiwöchigen Training- und Scharfschießen mit der Panzerhaubitze M109 A5Ö zur Abnahme des Systems.
Von 21. Mai bis 7. Juni 2013 nahmen Teile des Bataillons bei der Übung European Advance 2013 – EURAD13 teil und übten dort mit 3000 Soldaten des Bundesheeres sowie 1000 weiterer Angehöriger anderer europäischer Armeen. Die EURAD13 wurde auch für die Zertifizierung von Bundesheer-Einheiten nach NATO-Standard genutzt, die für Einsätze der EU und der UN sehr wichtig sind. Die dabei zertifizierten Einheiten des Aufklärungs- und Artilleriebataillon 7 erhielten nach dem NATO Evaluation Level 2 (NEL2) den Status „excellent“.

## Wesen und Wirkung

### Fähigkeiten des Bataillons
Das Bataillon kann als Teil der 7. Jägerbrigade geschlossen als Aufklärungs- und Artilleriebataillon eingesetzt werden, kann aber auch als reines Aufklärungs- oder als Artilleriebataillon spezielle Aufträge erfüllen. Aufgrund internationaler Einsatzszenarien besitzt es auch die Fähigkeit zusätzliche Sensoren oder Waffensysteme anderer Nationen aufzunehmen und diese im Verbund mit anderen Einheiten einzusetzen.
Aufgrund ihres Charakters als Mischverband besitzt das Aufklärungs- und Artilleriebataillon 7 folgende militärische Kompetenzen:
- Führung, Aufklärung und Wirkung im Verbund,
- Informationsgewinnung für militärische Entscheidungen,
- Feuerunterstützung für alle Streitkräfte in robusten Einsätzen,
- Force Protection zum Schutz aller Soldaten.

### Militärische Nachrichtengewinnung und Aufklärung
Das Aufklärungs- und Artilleriebataillon 7 gewinnt Informationen durch den Einsatz unterschiedlicher technischer Sensoren, aber auch durch gezielte Gesprächs-Aufklärung von Mensch zu Mensch: 
- Aufklärung von Objekten / Personen
- Aufklärung durch Einsatz von technischen Hilfsmittel wie Bodenüberwachungsradar[9] und Drohnen[10]
- Gesprächsaufklärung in Form von zielorientierter Gesprächsführung von Mensch zu Mensch (Human Intelligence)[11]

### Kaderpräsenzeinheiten
Das Aufklärungs- und Artilleriebataillon 7 verfügt über Kräfte für internationale Operationen. Diese Kaderpräsenzeinheiten sind Soldaten mit hohem Bereitschaftsgrad, die bei Bedarf im In- und Ausland eingesetzt werden.

### Taktische Feuerunterstützung
Die beiden M-109-Panzerhaubitzbatterien des Aufklärungs- und Artilleriebataillons 7 stellen das artilleristische Rückgrat der 7. Jägerbrigade dar. Mit seinen M-109 A5Ö Panzerhaubitzen leistet das Aufklärungs- und Artilleriebataillon 7 weitreichende und präzise Feuerunterstützung für alle Streitkräfte in robusten Einsätzen. Eine österreichische Panzerhaubitzbatterie besteht in ihrer Normgliederung aus sechs Geschützen des Typs M109 A5Ö. Die Version A5Ö wurde von Österreich und der Schweiz gemeinsam entwickelt und ähnelt der amerikanischen M109-Version A6 Paladin. Ab 1998 wurden die Artillierieeinheiten des Bundesheeres mit diesem einheitlichen Waffensystem ausgestattet, das anschließend mehrere Kampfwertsteigerungsaktionen durchlief. So sind die Geschütze mit der elektronischen Navigations-, Orientierungs- und Richtanlage NORA ausgerüstet. Einen weiteren Entwicklungsschritt stellt die Einbindung der Panzerhaubitzbatterien in das Combat New Generation-System ein, für welches das Aufklärungs- und Artilleriebataillon 7 hauptverantwortlich zeichnet. Joint Fire Support Elemente fassen Fähigkeiten der Steilfeuer- und der Luftnahunterstützung unter einheitlicher Führung zusammen. Sie setzen die Forderungen der Kampftruppe um und stellen Zielaufklärung, -ortung und -identifizierung sowie die Wirkungsaufklärung sicher.

### Kompetenzzentrum für das Führungs- und WaffeneinsatzsystemCombat NG
Das Führungs- und Waffeneinsatzsystem Combat New Generation stellt einem vorgesetzten Kommando in Echtzeit entscheidungsrelevante Führungsinformationen bereit und ermöglicht so einen optimierten und schnellen truppenübergreifenden Waffeneinsatz. Dazu wird mit Hilfe der Daten aus dem GPS-gestützten Truppenfunksystems Conrad ein digitales, echtzeitnahes Lagebild der eingesetzten Kräften dargestellt, während dieses früher mühsam analog aus den Funkverkehr der Einheiten abgeleitet werden musste.
Das Aufklärungs- und Artilleriebataillon 7 war ab 2012 hauptverantwortlich für die Testung dieses System und erarbeitete auch Konzepte für die Einführung des Combat New Generation-Führungssystem bei anderen Verbänden des Bundesheeres. Wichtige Meilensteine dabei waren dessen Erprobung bei einer Übung auf dem Truppenübungsplatz Allentsteig im April 2014, bei der auch bataillonsfremde Aufklärungs- und Artillerieeinheiten teilnahmen, sowie die Abnahme des Systems bei einem Scharfschießen mit den M109-Panzerhaubitzen im Februar 2016.
Eine wichtige Aufgabe für das Aufklärungs- und Artilleriebataillon 7 ist dabei auch, die regelmäßige Bereitstellung von Informationen über den Projektfortschritt für verantwortliche Offiziere und Soldaten des Verteidigungsministeriums, des Streitkräfteführungskommandos, dem Stab der 7. Jägerbrigade sowie den unterstellten Bataillonen.

## Gliederung
Das Aufklärungs- und Artilleriebataillon 7 gliedert sich wie folgt:
- Kommando und Stabskompanie,
- 1. Panzerhaubitzbatterie,
- 2. Panzerhaubitzbatterie,
- 1. Aufklärungskompanie,
- 2. Aufklärungskompanie

und eine Kaderpräsenzeinheit.

## Waffen und Gerät
Folgende Waffensysteme bzw. Gerätschaften sind beim Aufklärungs- und Artilleriebataillon 7 im Einsatz:
- Führungs- und Waffeneinsatzsystem Combat New Generation
- Iveco Light Multirole Vehicle „Husar“[17] (in Verwendung als Transport-, Patrouillen-, Führungs- und Aufklärungsfahrzeug)
- Allwetter-Doppler-Radar MSTAR
- Artilleriewetterradar
- Ausbildungsdrohne
- Panzerhaubitze M-109 A5Ö
- Rechenstellenpanzer M-109[18]
- Bergepanzer Greif[19]
- Infanteriewaffen
- Drohnen

## Einsätze
Das Aufklärungs- und Artilleriebataillon 7 war bisher für zahlreiche Formierungen, Ausbildungen und Vorbereitungen zur Entsendung von Truppen in Krisengebiete verantwortlich und stellte mehrmals den Kommandanten der Aufklärungskompanie in Bosnien-Herzegowina sowie im Kosovo.
Soldaten des Bataillons waren bei Auslandsmissionen in Kosovo, Bosnien, Georgien, Zypern, Mali, Afghanistan, Golan, Naher Osten, Kongo, Westsahara, Libanon, Westafrika und Kroatien im Einsatz.

## Partnerverbände
Militärische Partner des Aufklärungs- und Artilleriebataillon 7 sind das deutsche Aufklärungsbataillon 13 aus Gotha, die Luftlandeaufklärungskompanie 260 aus Zweibrücken sowie das Combat Support Battalion aus Postojna und Marburg in Slowenien.